# Мазін Олег Леонідович
Мазін Олег Леонідович (16 січня 1974, м. Кривий Ріг, Дніпропетровська обл., УРСР, СРСР) — підприємець, засновник та генеральний директор групи компаній «Mayer», до складу якої входять національна мережа сімейних маркетів «Делві», Mazini Fashion Studio, Mayer Estete.

## Освіта
- 1998 — Криворізький національний технічний університет, кваліфікація — інженер.
- 2001 — Київський національний економічний університет, спеціальність «Маркетинг», кваліфікація — економіст.
- 2010 — Санкт-Петербурзький державний університет, спеціальність «Психологія», кваліфікація — онтопсихолог.
- 2012 — Національний університет «Одеська юридична академія», спеціальність «Правознавство», кваліфікація — юрист.
- 2013 — Foil Business School Executive MBA Business-Intuition.

## Бізнес
- 1996 — заснував групу компаній «Mayer» у м. Кривий Ріг.
- 1999 — відкриті представництва компанії в м. Дніпро, Запоріжжя, Кропивницький.
- 2000 — відкрито дистрибуційний напрямок компанії по продукції Kraft Foods Ukraine
- 2003 — відкрито гіпермаркет «Делві» у м. Кривий Ріг.
- 2010 — започаткував OntoArtGalery у м. Київ, виступав Арт-Менеджером в проектах галереї[1]. Сприяв розвитку сучасного художнього мистецтва України. По версії журналу Forbes Україна увійшов в ТОП — 30 колекціонерів сучасного українського мистецтва[2]
- 2012 — започаткував при підтримці Foil Russia міждисциплінарну освітню програму «Молодіжна Школа Менеджменту», виступив викладачем та куратором проекту.
- 2015 — заснував національну мережу сімейних маркетів «Делві»[3], бере активну участь у розвитку компанії та операційній діяльності на посаді генерального директора. У 2016 році НМСМ «Делві» удостоєно звання «Краще підприємство України 2016»[4].У 2017 році «Делві» займає друге місце за темпами розвитку у сегменті рітейлу згідно дослідженням GT Partners Ukraine[5] та входить у ТОП-10 продуктових мереж України за кількістю магазинів.[6]. 2023 рік - «Делві» отримано Подяку за фінансову підтримку України від Президента України[7].
- 2015 — заснував Mazini Fashion Studio [8][9]— напрямок дизайну та виробництва одягу для сучасних жінок. У 2016 році Mazini Fashion Studio удостоєно нагороди «Зірка якості» та звання «Краще підприємство України 2016»[10].
- 2016 — заснував компанію Mayer Estate [11] — напрямок будівництва та реконструкції об'єктів комерційної нерухомості.
- 2021 — при підтримці команди молодих українських архітекторів та дизайнерів створено проект сучасного житла “під ключ” Mazini Casa[12] на Київщині, який отримав вищу оцінку якості у галузі будівництва.

## Нагороди та відзнаки
- 2010 — отримав звання «Кращий керівник року» за значний внесок у розвиток економіки України та високоефективне керівництво за рішенням Експертної Ради Міжнародної програми «Лідери ХХІ століття»
- 2010 — нагороджений орденом «Почесний хрест» за професіоналізм, наполегливість та самовіддану працю.
- 2012 — нагороджений орденом «Хрест пошани України» за професійне управління підприємством.
- 2013 — нагороджений орденом «Почесний хрест» за професійне управління підприємством.
- 2015 — отримав звання «Керівник року в Україні» за ефективне та професійне управління підприємством згідно міжнародного економічного рейтингу «Ліга Кращих» .
- 2016 — за видатні заслуги нагороджений орденом «Слава нації» згідно Національного рейтингу якості товарів та послуг.